# 旗後

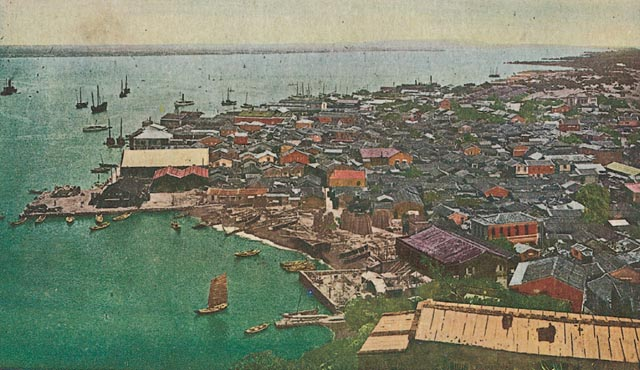
日治時期的旗後

，或寫作旗后、旂后等，是臺灣高雄市旗津區的一部分，位在該區北端，在南面與烏松相接。旗後是台灣早期市街之一，更是打狗的發祥地，在清治時期曾設有海關、電報局、砲台等，日治時期劃為旗後町與平和町，戰後成為旗津區的主要市區地帶。

## 歷史
在明鄭時期，來自福建的徐氏漁民在此居住，之後又有洪、王、蔡、李、白、潘等姓移住，逐漸增加到20餘戶。到了1691年（康熙30年），各姓頭人協議創建媽祖宮，爾後人煙漸趨稠密、商業活動也愈加發達。
1865年，原本在台灣府城（今台南）的馬雅各，遷往打狗行醫。受其推薦，另一名英國醫師萬巴德（Patrick Manson）也到打狗協助馬雅各在旗後的醫務。1869年後，馬雅各回到台南，旗後的醫館便由萬巴德繼續維持至1871年。經過萬大衛（David Mason）與連多馬（Thomas Rennie）的接替之後，梅威令（Dr. William Wykeham Myers, 1842年－1920年，又譯為買威令、麥威令）於1879年任職至1896年，期間他在1883年完成了慕德醫院。該醫院同時兼負氣象觀測的工作，於大約1880年代末至甲午戰爭間，有發布颱風警報的能力。
1875年（光緒元年），副將王福祿在旗後山嶺上建造旗後砲台。1886年，武弁吳元德在旗後碼頭建了釐金局。1887年又設了海關。

日治時期設於旗後的工業包括旗後町的台灣船渠株式會社高雄工場、振豐造船鐵工所、廣島造船所；以及平和町的荻原造船鐵工所、高雄造船鐵工所、富重造船鐵工所、光井造船鐵工所等。金融方面則有1914年（大正三年）時創設於此的高砂信用組合等。

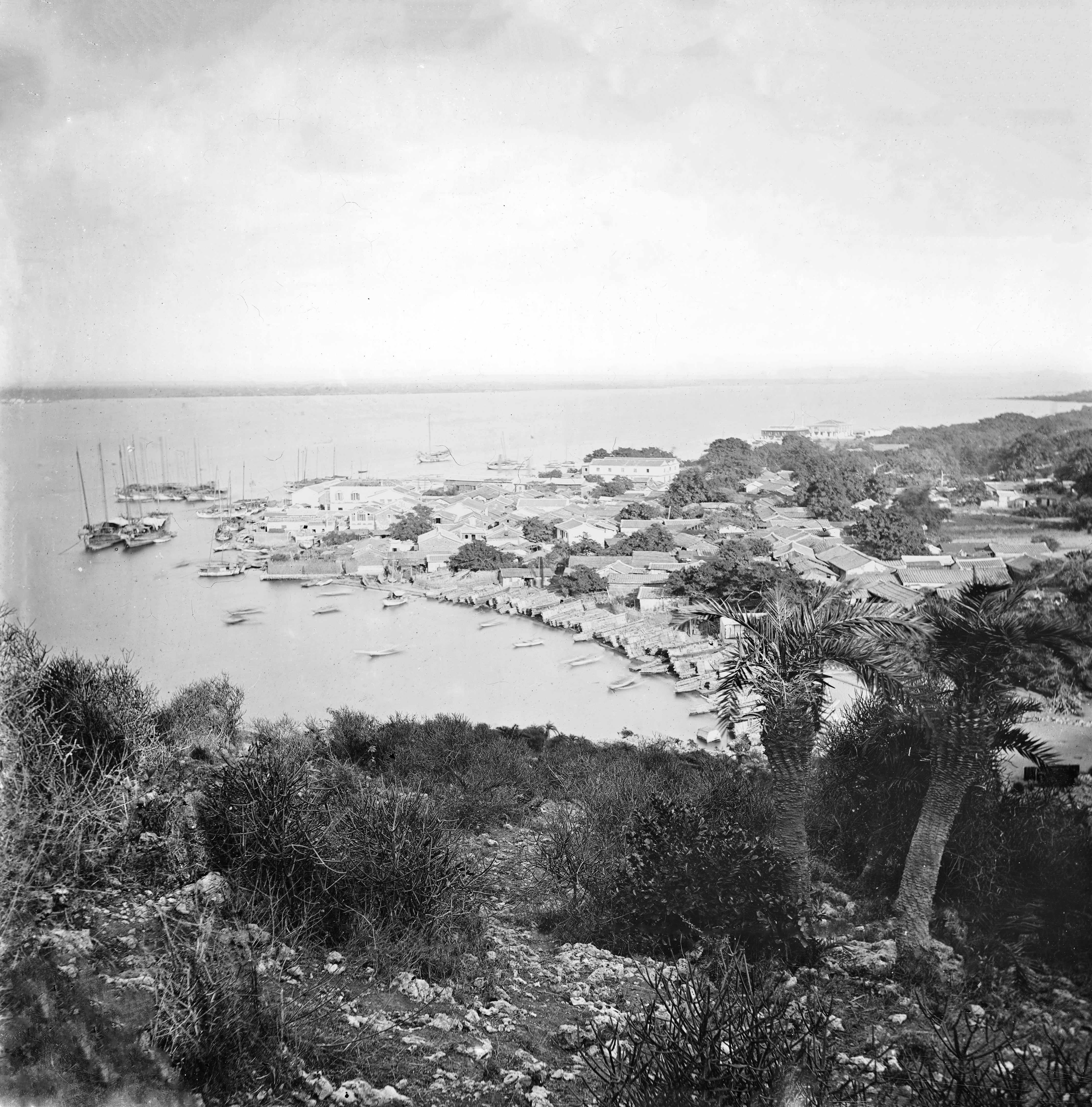
1871年由旗後山眺望的旗後

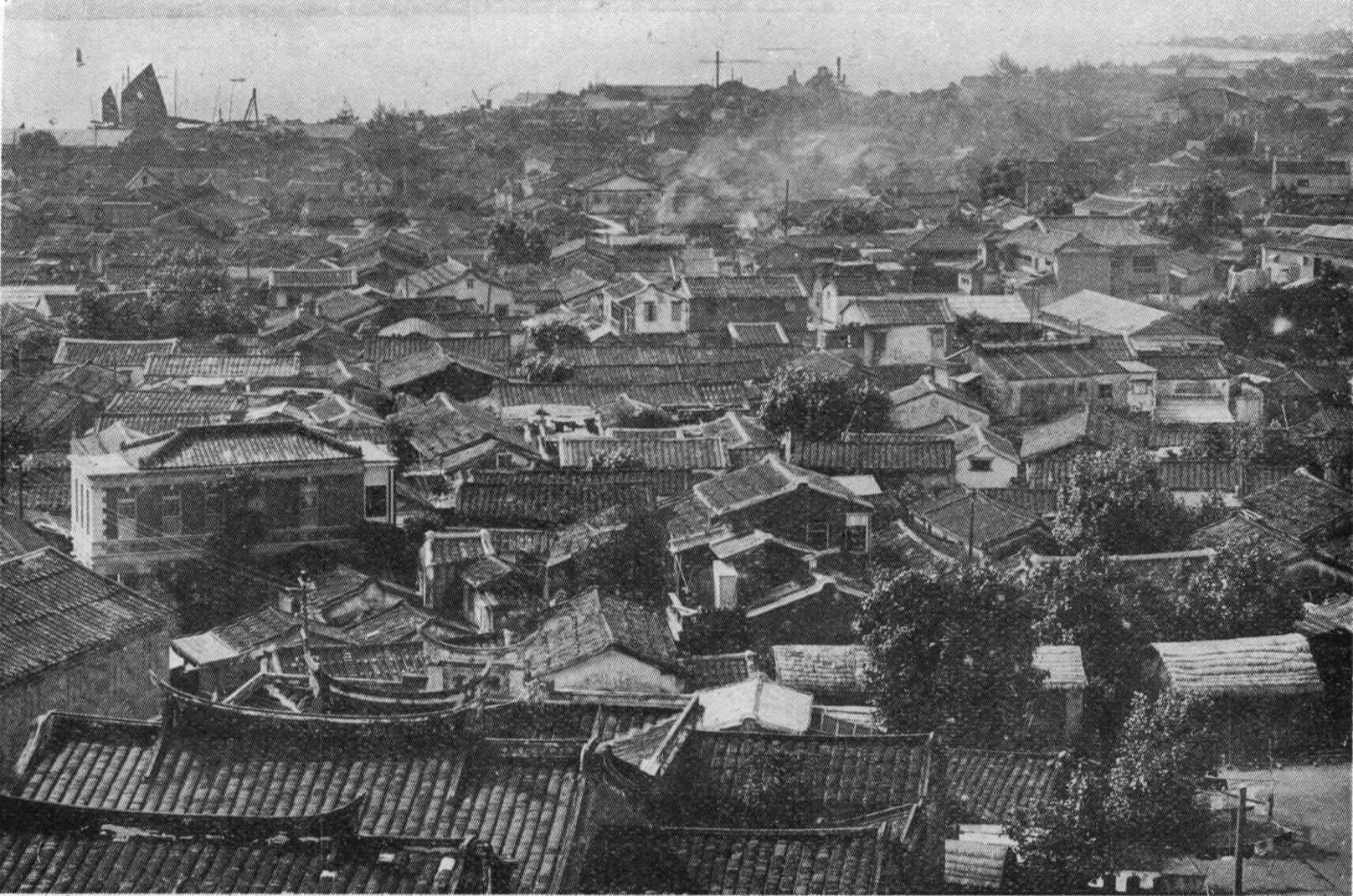
日治時期的旗後町，照片前方有燕尾的建築為臨水宮。

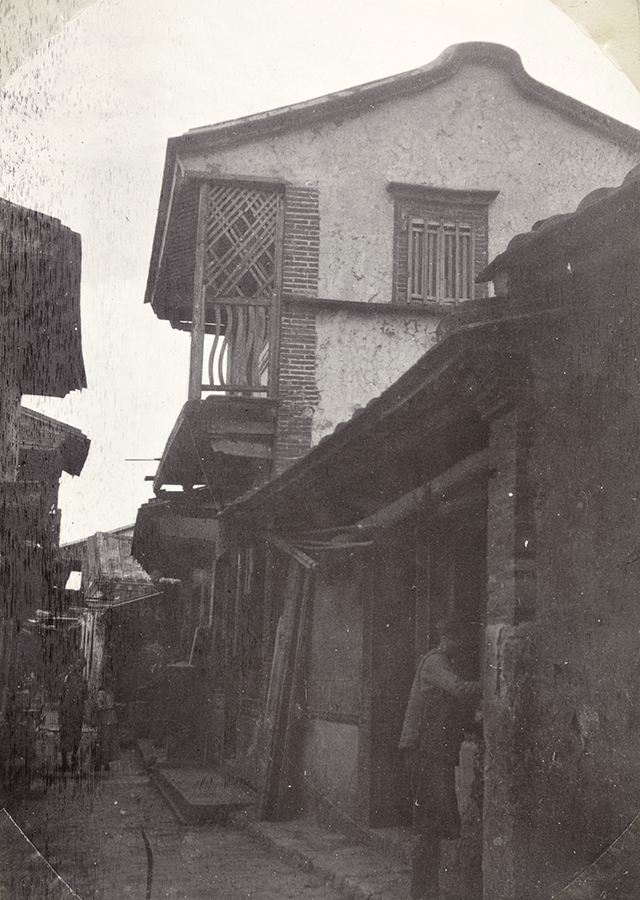
馬雅各在打狗的住宅

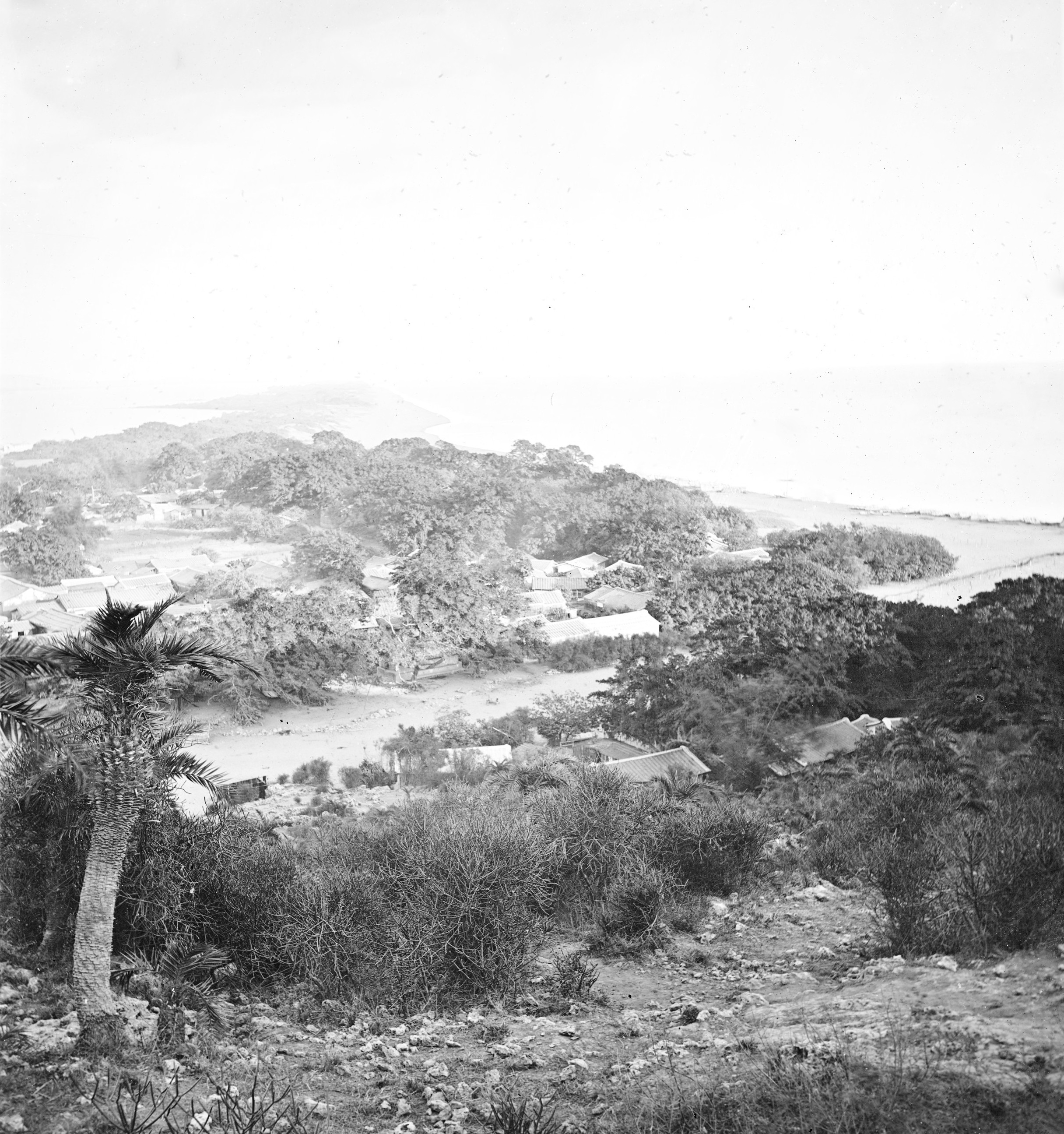
1871年由旗後山眺望的旗後

## 設施
- 旗後燈塔
- 旗後砲台
- 旗後天后宮
- 旗後臨水宮
- 旗後呂仙祠

- 台灣基督長老教會打狗禮拜堂：由馬雅各創立於1865年12月，為台灣基督長老教會第一間設立的禮拜堂，今旗後教會的前身，1935年重建的禮拜堂已於2009拆除改建[7]。
- 打狗醫館（或稱旗後醫館）：由馬雅各創立於1866年9月，是荷治時期以後，台灣的第一所西醫醫院[8][9]。
- 慕德醫院（David Manson Memorial Hospital）：1881年開幕，由打狗及廈門的外籍人士募集資金興建，以紀念熱帶醫學之父萬巴德的弟弟萬大衛（Dr. David Manson）醫生（David Manson），是台灣第一所西醫醫學院[10]，現已不存。
- 買醫師宅邸：打狗海關醫官梅威令的住宅[11]。
- 陳福謙「順和行」：現已不存[12]。
- 葉氏「新泰記」：現仍存有洋樓[13]。
- 潘吉祥「新義和」：位於廟前路103巷，曾入境於1983年的電影《風櫃來的人》，1998年拆除[12][14][15]。
- 潘瑞玉「義興」：位於廟前路103巷，現已不存[12][14]。
- 潘氏「義福」[14]
- 黃氏「振發行」：位於廟前路103巷，現已不存[12][14]。
- 何氏「謙記」[14]
- 中和行：位於廟前路103巷，現已不存[12][14]。
- 張順記商號：英商怡記行的買辦，其建物後來改作葉宗棋新泰記之倉庫、打鼓旅館（打鼓ホテル）及福聚樓[16]，現已不存。
- 福聚樓：日治時期著名的酒家，1931年張啟華以此為主題創作的〈旗後福聚樓〉曾入選第七屆臺灣美術展覽會[16]。
- 呂仙祠: 鳳山縣採訪冊所載,原潮汕移民鄭桂記家族家祀,經清國旗後砲台副將萬國標協修,擴大形制,鄭桂記見於台灣第一領事館打狗領事館一書,領事館與鄭桂記簽訂哨船頭宿舍興建工程,鳳山縣鹽務局倉庫,與劉成良(末任旗後炮台守將)於乙未打狗戰前所興建之竹造跨港(今第一水道)大橋,皆出自鄭桂記之營造團隊,呂仙祠的位置即今日旗津區旗港段1161地號(日治時期地目:祀),根據大日本帝國高雄工商誌1937年版,高雄市役所發行,呂仙祠地址為旗後町一丁目45番地,鹽埕地政戰後台灣土地申登由鄭桂記長男鄭來得 氏 提出並經檢驗濟,鄭桂記家族終日治50年其戶籍地址亦為旗後町一丁目45番地,唯信眾會申登為國王廟 (三山國王)於戰前也一併奉祀於呂仙祠,於此說明有清一代及日治時期,無有國王廟之形制